# 陳祖范

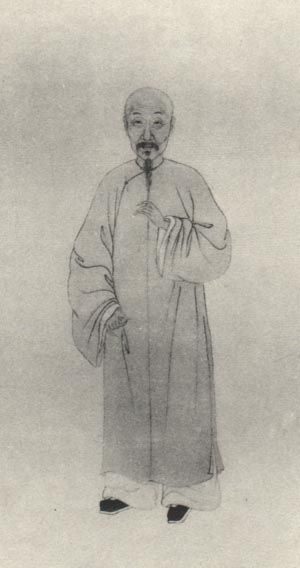
《清代学者象传》第一集之陳祖范像

陳祖范（1676年—1754年），字亦韩，亦字见复，江苏常熟縣人，清朝政治人物。

## 生平
雍正元年（1723年）癸卯恩科舉人，同年会试中式，同乡、大学士蒋廷锡许以状元，于是托病不赴殿試。乾隆十六年（1751年），薦舉經學，特賜國子監司業。工詩，極有風韻。

## 著作
陳祖范精於經學，有《经咫》一卷、《掌录》二卷、《文集》四卷、《诗集》四卷。

## 佚事
曾作《别号舍文》，将贡院考场分为数等，言辞诡谲。